# Éléonor Jacques Marie Stanislas Perier de Salvert
Pour les autres membres de la famille, voir Famille de Perier.
Éléonor Jacques Marie Stanislas Perier de Salvert né à Brest le 14 novembre 1748 et tué au large de Cuddalore le 20 juin 1783 est un noble français, lieutenant de vaisseau, chevalier de l'ordre royal et militaire de Saint-Louis, membre de l'Académie royale de marine, franc-maçon haut gradé et fondateur de la loge « La Triple Espérance » à Port-Louis.

## Biographie

### Famille et origines
Perier de Salvert est issu de la famille de Perier. Il est né le 14 novembre 1748 à Brest de l'union d’Antoine Alexis Perier de Salvert (1691-1757), frère de Étienne de Perier, et d’Angélique Aimée Rosalie de Laduz de Vieuxchant. Il a notamment pour demi-frère Louis Alexis de Perier de Salvert, chef d'escadre et membre honoraire de la Société des Cincinnati de France.
Le nom de Salvert est hérité de son père Antoine Alexis Perier de Salvert qui l'ajouta à son patronyme en 1724 ou avant,.

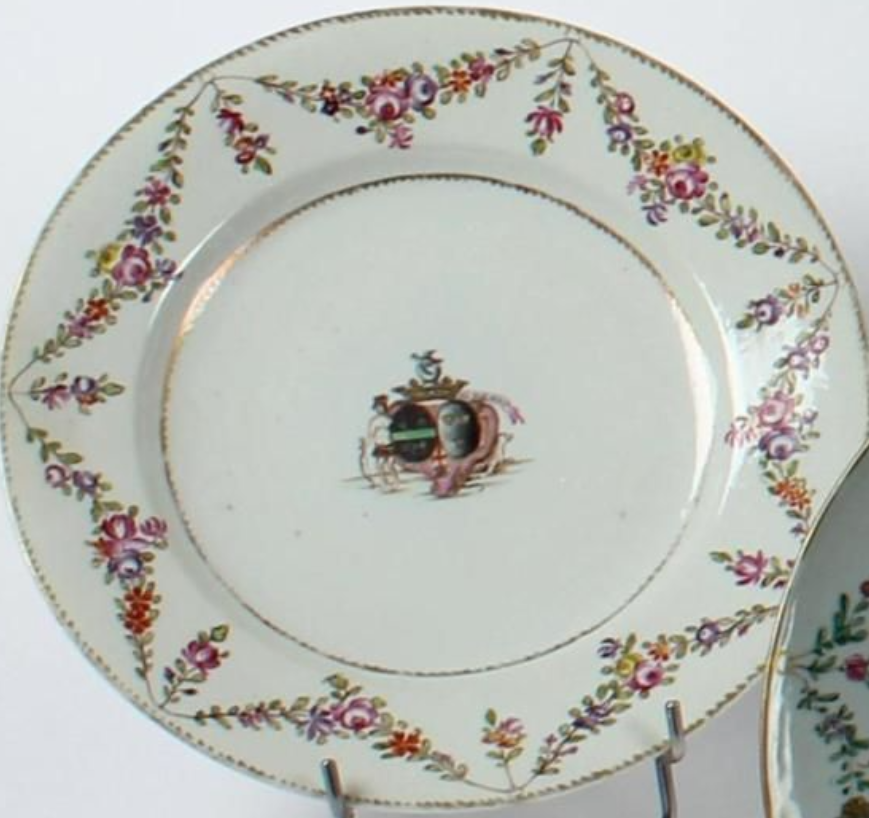
Assiette d'alliance de Éléonor Jacques Marie Stanislas de Perier de Salvert (1748-1783) et Pauline Bigot de Morogues, 1770.

En 1770, il épouse Pauline,, Bigot de Morogues, fille du lieutenant général des armées navales Sébastien-François Bigot de Morogues,,, mariage sans postérité. À la suite du décès de Perier de Salvert en 1783, Pauline Bigot de Morogues épouse en secondes noces Henri de Pontevès-Gien.

### Carrière militaire

#### À l'école des gardes-marine (1762-1764)
En 1762, à l'âge de 14 ans, il entre à l'école des gardes-marine,, obligatoire pour tout jeune noble. De 1762 à 1763, il y reçoit une formation pluridisciplinaire dispensée par les Jésuites. En 1763, s'y substitueront les cours de mathématiques de Étienne Bézout.

#### Premières armes (1764-1780)
Dès sa sortie de l'école en 1764, il embarque sur le Diligent de 74 canons durant six semaines, puis sur l'Union de 64 canons, du 11 mai au 6 septembre 1764, sur la Licorne du 28 mars au 30 novembre 1765, sur la Légère du 21 octobre 1766 au 22 juillet 1767, et à nouveau sur l'Union, de décembre 1770 à juillet 1772. Il est promu enseigne de vaisseau le 15 août 1768, et lieutenant de cannoniers en 1770,.
Le Furet de six canons, lancé à Bordeaux en 1770, constitue son premier commandement, du mois d'août au mois de novembre 1772,.
Il s'embarque le 27 mars sur le vaisseau l'Indien, de 64 canons, pour l'Île de France, au service de la Compagnie des Indes. Dès son arrivée à Port-Louis il embarque sur le Curieux, de la Compagnie des Indes, à destination du comptoir de Pondichéry où il est affecté à la Tourterelle de 32 canons, puis au Brillant en tant que commandant en second de Jean-Baptiste François Lollivier de Tronjoly (en) en mars 1776, à la Pourvoyeuse du 3 septembre au 9 octobre sous les ordres de Louis-Bernard Saint-Orens (en), puis l'intermède de l'Enighead (un navire danois capturé qu'il doit ramener à l'Île-de-France), de nouveau à la Pourvoyeuse du 9 au 29 décembre 1778.

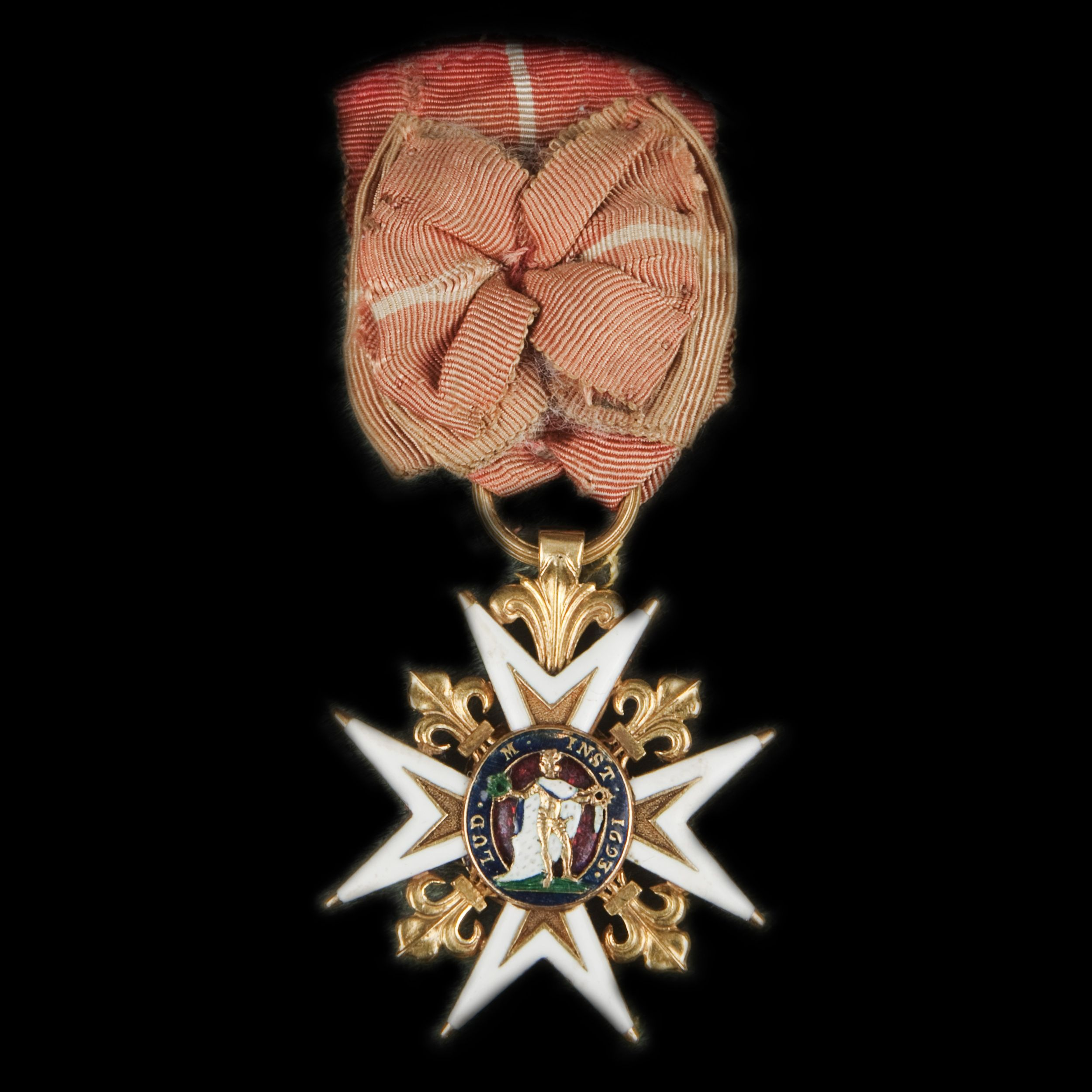
Décoration de chevalier de l'ordre royal et militaire de Saint-Louis, XVIIIe siècle.

De retour à Port-Louis, et lieutenant de vaisseau depuis le 14 février 1778, il embarque sur la Consolante de 40 canons du 16 mai 1779 au 7 mai 1780. C'est sur ce dernier vaisseau qu'il adresse sa demande de la croix de Saint-Louis qu'il obtient la même année, appuyé par son commandant qui écrit : « Monsieur de Salvert, lieutenant de vaisseau employé actuellement sur la frégate La Consolante, a l'honneur de vous écrire pour vous faire la demande de la Croix de St-Louis dont plusieurs de ses cadets viennent d'être décorés, Il est vrai que son ancienneté au service est postérieure à la leur, mais si cette grâce peut s’accorder au zèle, au talent et au désir de servir utilement, Monsieur de Salvert est fondé à la réclamer, c’est un sujet vraiment digne de vos bontés ». Le 13 septembre 1780 il prend le commandement de la frégate la Subtile de 24 canons, jusqu'au 19 septembre 1781, puis de la Fine en novembre 1781 à Port-Louis,.

#### Dans l'escadre de Suffren (1780-1783)
Perier de Salvert est intégré à l'escadre de Pierre-André de Suffren partie de Brest pour reprendre le contrôle de l'océan Indien et des Indes aux Anglais. Il y commande la même frégate la Fine de 36 canons,. Le 8 février 1782 il s'empare du brick Retory de 10 canons. Le 14 février, il est envoyé par Suffren pour reconnaître les approches de la rade de Madras ; il s'agit de sonder les fonds, repérer les courants et les vents dominants, les possibilités de mouillage sains et les risques que pouvait présenter le découpage de la côte. Il découvre alors que l'escadre de l'amiral Edward Hugues a précédé les Français et revient faire son rapport à Suffren. Ce dernier décide de ne pas attaquer, décision que critique ouvertement Perier de Salvert, arguant qu’il est le seul à s’être approché suffisamment pour savoir que les Anglais sont mouillés à une distance de la côte telle qu’elle permettrait indubitablement à l’escadre française de s’insérer derrière eux.

##### Bataille de Sadras (1782)

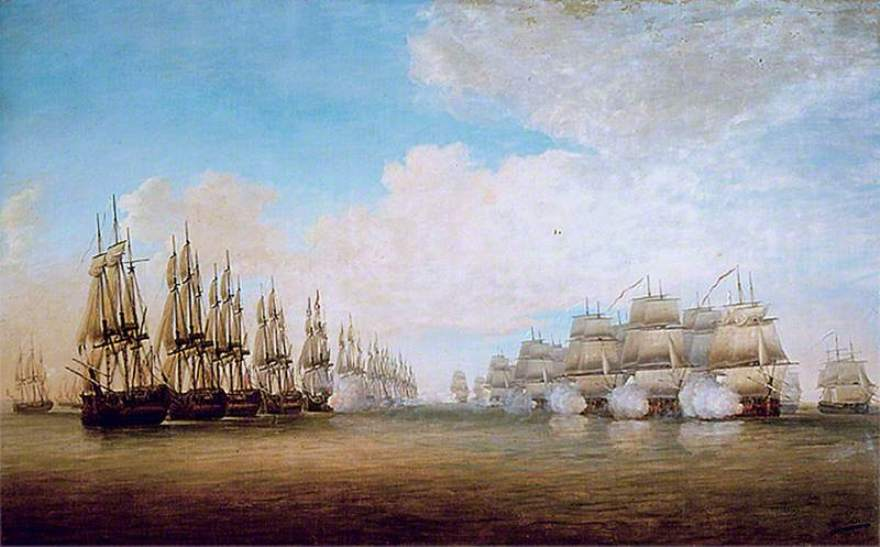
La bataille de Sadras, par Dominique Serres (1782).

Insensible à l’argument, Suffren l’envoie surveiller les mouvements de l’ennemi, puis lui ordonne de rejoindre l’escadre qu’il a décidé d’emmener vers Sadras (en), une centaine de milles plus au sud. Le convoi ne suit pas, la brise est soudainement passée au nord-est et les navires se dispersent. Le 17 février 1782 à l’aube, Perier de Salvert signale treize voiles entre lui et la terre. L'amiral Edward Hugues veut saisir l’occasion de s’emparer des navires de charge.

##### Bataille de Provédien (1782)

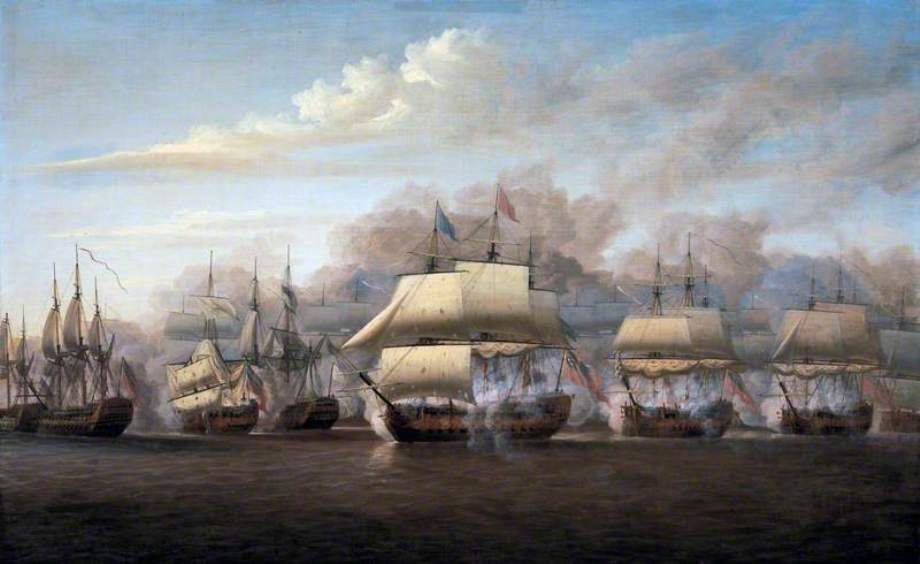
La bataille de Provédien, par Dominique Serres (1782).

Le 10 avril 1782, Perier de Salvert capture un bâtiment anglais et s'empare de liasses de documents diplomatiques de grande importance. Le 12 avril 1782 vers midi et demie la bataille de Provédien s'engage entre les navires français de Suffren et anglais de Hugues. Le Héros, navire amiral de Suffren, est endommagé : Perier de Salvert est chargé de lui amener une remorque, mais le temps est très mauvais et la visibilité réduite. La Fine est vigoureusement abordée par la frégate anglaise L'Isis forte de 50 canons. L'ancre de bossoir de la Fine s'emmêle avec le gréement de l'Isis.

##### Bataille de Négapatam (1782)

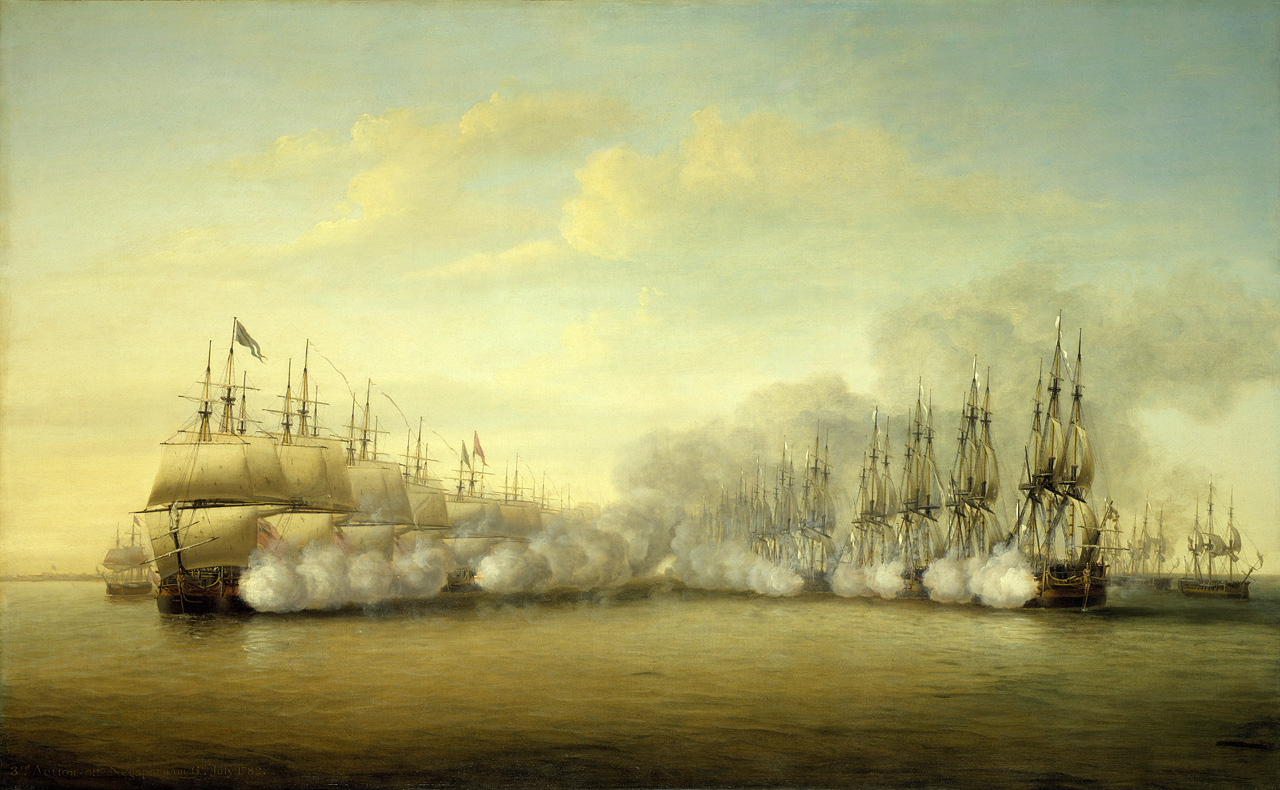
La Bataille de Négapatam, par Dominique Serres (1786).

Le 9 mai, il est envoyé en reconnaissance vers le sud, dans la direction de Négapatam. Le 16 il annonce à son amiral le ralliement des navires de charge à l’escadre. Le 5 juin, il signale l’approche de deux navires anglais. La chasse est lancée avec le Sphinx et l'Artésien, mais les Anglais parviennent à fuir, profitant du peu d’enthousiasme au combat d’Hippolyte Bernard Bidé de Maurville, le commandant de l'Artésien. Le 15 juin la Fine s'empare du Yarmouth et de la Fortitude de 22 canons. À la bataille de Négapatam, le Flamand subit de très graves avaries et perd 80 hommes, mais les deux vaisseaux britanniques qui l’avaient attaqué ne purent l’achever. Dans la soirée les Anglais abandonnaient. Sur rade de Négapatam le 14 juillet 1782, Perier de Salvert est muté comme commandant du Flamand de 54 canons, en remplacement de Louis-Hyacinte de Cavelier de Cuverville (en), promu sur le Vengeur,.

##### Bataille de Trinquemalay (1782)

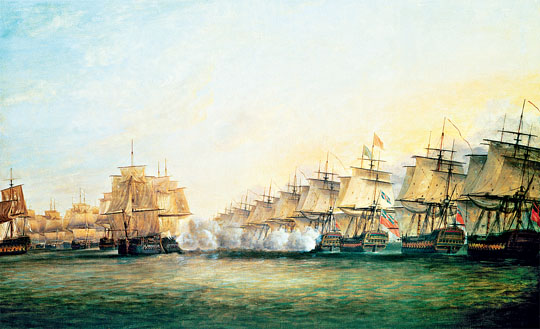
La bataille de Trinquemalay, le 3 septembre 1782, vue par le peintre Dominique Serres (1719-1793).

Il prend part, en tant que commandant du Flamand, à la bataille de Trinquemalay le 3 septembre 1782 au large de Trinquemalay.

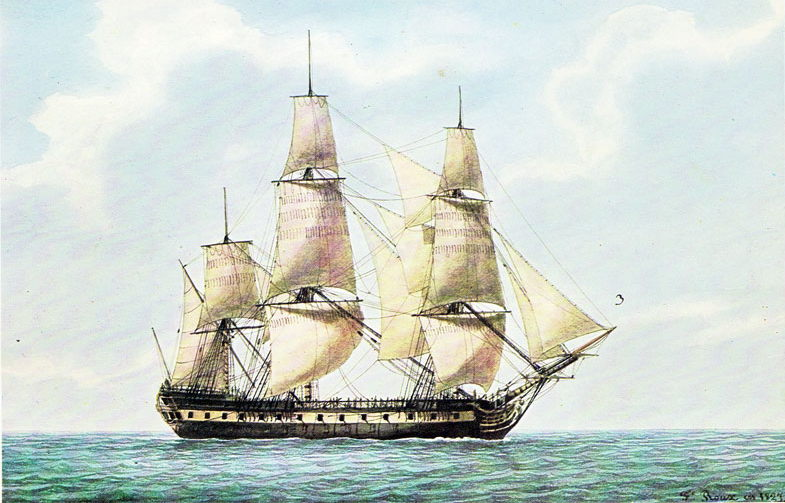
Le vaisseau le Flamand, par Frédéric Roux (1827).

### Bataille de Gondelour et décès (1783)

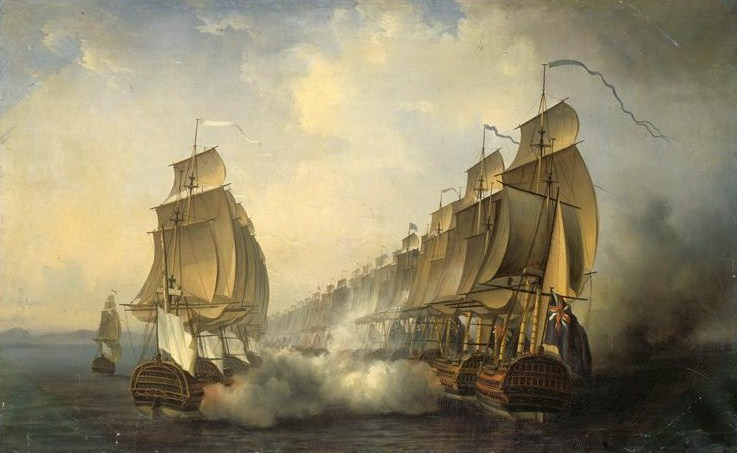
La Bataille de Gondelour, le 20 juin 1783.

Lors de la bataille de Gondelour au large de Cuddalore, le 20 juin 1783, le Flamand commandé par Perier de Salvertcherche à s'insérer dans la ligne française. Son objectif est de faire un abri à son chef de file (le navire qui se trouve devant dans la ligne de bataille), le vaisseau le Fendant, à bord duquel le feu s'est déclaré. Dans ce but, le navire vient faire une arabesque et un jeu de hanche sous le nez de l'escadre anglaise. Mais le Flamand est accueilli par une « tornade de feu », et son capitaine, Perier de Salvert, est tué par la première bordée tirée par les Britanniques, touché de plein fouet par un boulet : « Pendant cette manœuvre hardie qui sauva peut-être la flotte française, le capitaine fut emporté d'un boulet de canon, et paya de sa vie sa généreuse conduite ». Il est ainsi l'une des premières victimes de cette action. Son commandant en second, Jacques Trublet de Villejégu, prend alors le commandement du navire.
Éléonor Jacques Marie Stanislas de Perier de Salvert était âgé de 34 ans.
Le cessez-le-feu de la guerre d'indépendance des États-Unis était pourtant conclu depuis le 11 avril 1783 mais la nouvelle était parvenue avec retard aux Indes.
Au-delà de la perte de son capitaine, le Flamand est le navire français le plus touché au cours de la bataille de Gondelour : une centaine d'hommes sont tués à son bord.

### Franc-maçonnerie
Admis à la loge de l'Heureuse Rencontre à Brest, il est initié à la franc-maçonnerie le 13 août 1774 et élevé au grade de compagnon le 22 août, puis à celui de maître le 9 septembre 1774.
En février 1777, de passage à La Réunion, il réactive les travaux des loges « Saint-Jean » et « La Concorde », il crée également « La Parfaite harmonie »,. Le 18 décembre 1778, porteur du grade maçonnique de Souverain Prince Rose-Croix et mandaté par le Grand orient pour régulariser les différentes loges en place aux îles de France et de Bourbon, Perier de Salvert crée avec deux autres officiers de la Marine, la loge « La Triple Espérance » à Port-Louis, qu'il préside. Le 30 décembre de la même année, il en laisse la direction à Louis Joseph Chrysostome Ricard de Bignicourt. En 2018, cette loge est encore en activité.

## Distinctions
- Chevalier de l'ordre royal et militaire de Saint-Louis (1780)[15].
- Membre adjoint de l'Académie royale de marine (1775)[16],[41],[42].

## Postérité
Fondé en 1958, un temple maçonnique appartenant à la loge « L'Amitié » du Grand Orient de France porte son nom, à Saint-Denis, il est rénové en 2012.

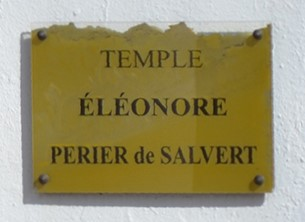
Plaque du temple Éléonor Jacques Perier de Salvert, à Saint-Denis.

#### Principaux ouvrages
- Jean-Marc van Hille, Éléonor Jacques Périer de Salvert (1748-1783), lieutenant de vaisseau, fondateur de la loge La Triple Espérance à l’Orient de Port-Louis dans l’Île de France, La franc-maçonnerie et la mer, Loge maritime de recherche La Pérouse, Nantes, Le Phare de Misaine, 627 pages, 2015, p. 221 à 245
- Jean-Claude Castex, Dictionnaire des Batailles franco-anglaises, Les Éditions du Phare-Ouest, 2012, 423 p., p. 189, 190 et 340
- François Caron, Le mythe de Suffren, Service historique de la Marine, 1996, Perier de Salvert y est évoqué à de très nombreuses reprises.
- Claude-Youenn Roussel, Esclaves, café et belle-mère, de Brest à Saint-Domingue, SPM, 2015, 325 p., p. 18-22
- Alfred Doneaud Du Plan, Histoire de l'Académie de marine, Paris, 1878-1882, (lire en ligne), p. 100
- René Estienne, Les armements au long cours de la deuxième Compagnie des Indes (1717-1773), Service historique de la Marine, 1996.
- Philippe Haudrère, La Compagnie française des Indes au XVIIIe siècle, 2 volumes, seconde édition, Les Indes Savantes, 2005.
- George Lacour-Gayet, La marine militaire de la France sous le règne de Louis XV, Honoré Champion, 1910.
- Le Bihan Alain, Loges et Chapitres de la Grande Loge et du Grand Orient de France, Bibliothèque nationale, 1967.
- Simon Deschamps, Sociabilité maçonnique et pouvoir colonial dans l'Inde britannique (1730-1921), Presses universitaires de Bordeaux, 14 février 2019, 420 p, lire en ligne
- Jean de La Varende, Suffren et ses ennemis, Les Éditions de Paris, 1948.
- Franck Le Calvé et Jean-Michel Roche, Liste des bâtiments de la flotte de guerre française, de 1700 à nos jours. Éditions de la Société française d’histoire maritime, 2001.
- Charles Cunat, Histoire du Bailli de Suffren, Rennes, A. Marteville et Lefas, p. 238, 323, 415, 417, etc.
- Christian de la Jonquière, Les Marins français sous Louis XVI, Éditions Muller, 1996, (lire en ligne), p. 267
- A.T. Mahan Influence de la puissance maritime dans l’Histoire, Claude Tchou, 2001
- Claude-Youenn Roussel, Claude Forrer, Tromelin et Suffren, un conflit entre marins, Kronos, 2019
- Alfred Doneaud du Plan, Histoire de l'Académie de Marine, Paris, Berger-Levrault, 1878
- Jean Paulhan, Suffren est-il un modèle ? in Chronique d’histoire maritime no 43, 2001.
- Louis Rivaltz Quenette, La franc-maçonnerie à l’île Maurice, La Vauverdoise, 1978.
- Étienne Taillemite, Dictionnaire des marins français, nouvelle édition, Tallandier, 2002.
- Étienne Taillemite, L'histoire ignorée de la Marine française, Perrin, 1988, notice PERIER de SALVERT
- Jacques Trublet de Villejégu, Histoire de la campagne de l’Inde par l’escadre aux ordres de M. le Bailli de Suffren 1781-1782-1783, Veuve Bruté, Rennes, 1802 (An X).
- Michel Vergé-Franceschi, Dictionnaire d’histoire maritime, Robert Laffont, 2002. Les officiers de vaisseaux issus de la Compagnie des Indes : l’exemple des frères Périer, in Les flottes des Compagnies des Indes 1600-1857, Service historique de la Marine, 1996.

#### Articles
- Hervé Perret, De l'amour impossible d'un franc-maçon pour une esclave à l'Ile Bourbon ou le procès d'un transgresseur, Dix-Huitième Siècle, no 36, 2004, p. 1 et autres.
- Jean-Yves Guengant, Histoire abrégée de l’affiliation des loges des 5 ports militaires de la France, Humanisme, 2010/3 (no 289), p. 82 à 86
- Cure de jouvence pour le temple Perrier de Salvert, Clicanoo, 15 février 2012.
- Alain Junot, À Bourbon, très tôt, les loges ont diffusé des idées nouvelles, Clicanoo, 16 mai 2016.
- Inquiétude au Grand Orient de France, L'Eco austral, no 342, 1er août 2019.

### Fonds d'archives
- Fonds Marine, sous-série B/4: Campagnes, 1571-1785 (PDF), Archives nationales, consulté le 13 avril 2021